# Ювенильный идиопатический артрит
Ювенильный идиопатический (ревматоидный) артрит (ЮИА) — хроническое, тяжелое прогрессирующее заболевание детей и подростков с преимущественным поражением суставов неясной этиологии и сложным, аутоиммунным патогенезом, которое приводит к постепенной деструкции суставов, нередко сопровождается внесуставными проявлениями, нарушает рост и развитие ребенка, негативно влияет на качество всей жизни.

## Эпидемиология
По последним данным, в России распространённость ЮИА у детей до 14 лет составляет 49,57 на 100 тыс. детского населения, а в возрасте 15–17 лет ЮИА регистрируют у 121,53 на 100 тыс. подростков. Девочки болеют в 2 раза чаще, чем мальчики.

## Этиология
Точные причины развития данного заболевания неизвестны. Этиология ЮИА носит мультифакторный характер, среди которых придают особое значение наследственным и средовым факторам, таким как инфекции.
По статистике частота случаев ревматоидного артрита у родственников 1-й степени родства выше, чем в популяции. Выявлены ассоциации ЮИА с Аг гистосовместимости (HLA) — A2, B27, B35 и HLA DR-5, DR-8.
Наиболее частые средовые факторы вирусная или бактериально-вирусная инфекция, травмы, инсоляция или переохлаждение, психологические стрессы.

## Патогенез
В основе заболевания лежит активация клеточного и гуморального звена иммунитета. Чужеродный или измененный собственный Аг воспринимается и обрабатывается макрофагами или другими антигенпрезентирующими клетками, которые представляют его Т-лимфоцитам, приводя к активации и пролиферации Т-лимфоцитов. Макрофаги, активированные Т-лимфоциты, фибробласты, синовиоциты вырабатывают провоспалительные цитокины, вызывающие каскад патологических изменений с развитием прогрессирующего воспаления в полости сустава и системных проявлений заболевания. Выработка большого количества аутоантител свидетельствует о вовлеченности В-клеточного звена иммунной системы. Таким образом, неконтролируемые реакции иммунной системы приводят к развитию хронического воспаления, необратимым изменениям в суставах, развитию экстраартикулярных проявлений.

## Классификация
ЮИА можно считать диагнозом исключения. Его определяют как артрит неустановленной этиологии, присутствующий в течение 6 недель, возникший до 16-летнего возраста, при исключении других заболеваний. Существуют следующие варианты течения:
- Системный артрит — артрит, сопровождающийся или с предшествующей документированной лихорадкой в течение минимум 2 недель в сочетании с двумя или более нижеперечисленными признаками:
  - Переходящие, летучие эритематозные высыпания;
  - Серозит;
  - Генерализованная лимфаденопатия;
  - Гепатомегалия;
  - Спленомегалия.
- Полиартрит негативный: по РФ определяют при поражении 5 или более суставов в течение первых 6 месяцев заболевания;
- Полиартрит позитивный: по РФ определяют при поражении 5 или более суставов в течение первых 6 месяцев заболевания, наличии положительного РФ в двух тестах на протяжении 3 месяцев;
- Олигоартрит;
- Энтезитный артрит: ставится при наличии артрита и энтезита;
- Псориатический артрит: ставится при наличии артрита и кожного псориаза[3].

## Клиническая картина
Основой ЮИА является суставной синдром, который проявляется артритом. Артрит характеризуется следующими признаками: отёчность, гиперемия, локальное повышение температуры, боль, а также нарушение функций сустава (контрактура, ограничение подвижности суставов). Поражаться могут все суставы имеющие синовиальную оболочку. У детей чаще поражению подвергаются коленные, голеностопные и лучезапястные суставы. Одним из характерных признаков для ЮИА является поражение суставов шейного отдела позвоночника. Другим характерным признаком при ЮИА является симптом утренней скованности- тугоподвижность в суставах в утренние часы продолжительностью от 10-15 мин до нескольких часов.
При системной форме ЮИА, кроме суставов, могут поражаться  другие внутренние органы и развиваться: миоперикардит, плеврит, серозный перитонит, гепатоспленомегалия, лимфаденопатия.
Очень часто поражаются глаза при ЮИА и могут протекать в форме острого иридоциклита/увеита и хронического переднего иридоциклита, лентовидной дистрофии роговицы с осложнением катарактой.

#### Олигоартикулярный вариант
Заболевание начинается в возрасте от 6 месяцев до 6 лет. Для него характерно возникновение моно- или асимметричного олигоартрита, преимущественно коленных, лучезапястных, голеностопных суставов. Происходит удлинение пораженной конечности из-за раздражения зон роста. Примерно в 50% у больных развивается увеит. В анализах в 40% выявляют антинуклеарный фактор.

#### Полиартикулярный вариант
Выделяют два варианта: серопозитивный по РФ и серонегативный по РФ.
Серопозитивный по РФ: характерно симметричное поражение проксимальных межфаланговых, пястно-фаланговых, лучезапястных суставов. Особенность является то, что при этом заболевании выявляется ревматоидный фактор.
Серонегативный по РФ: характерно симметричное поражение крупных и мелких суставов, но без ревматоидного фактора в анализах.

#### Энтезитный вариант
При этом варианте поражаются суставы стопы, появляются боли в пятках, а также боли при пальпации в областях прикрепления связок и сухожилий. Возможно вовлечение крестцово-подвздошных сочленений в патологический процесс. Увеит развивается в 10% случаев.

#### Системный вариант
Выделяют два варианта : аллергосептический вариант и вариант Стилла.
Для аллергосептического варианта характерно внезапное начало с высокой длительной лихорадкой до 39-40 °С. Сыпь обычно появляется вместе с лихорадкой или через 2-3 недели. Она пятнисто-папулёзная и локализуется над пораженными суставами, обычно полиморфна. Заболевание сопровождается гепатоспленомегалией, лимфаденопатией, перикардитом или миокардитом. Поражаются коленные, тазобедренные, голеностопные суставы.
Ключевой особенностью варианта Стилла является вовлечение в процесс, кроме коленных тазобедренных, голеностопных суставов, шейного отдела позвоночника, а также височно-нижнечелюстных суставов.

## Дифференциальная диагностика
Диагноз ЮИА является диагнозом исключения и ставится в последнюю очередь. Сначала исключают такие патологии, как сепсис, инфекции (иерсиниоз, токсоплазмоз и др.), онкогематология, солидные опухоли, диффузные болезни соединительной ткани (СКВ, системные васкулиты), воспалительные заболевания кишечника (НЯК, БК).

## Диагностика
Специфической диагностики ЮИА - нет. Существуют диагностические критерии, предложенный Американской ревматической ассоциацией:
- Начало заболевания до 16-летнего возраста;
- Поражение одного и более суставов, характеризующееся припухлостью/выпотом либо имеющее как минимум 2 из следующих признаков: ограничение функции, болезненность при пальпации, повышение местной температуры.
- Длительность суставных изменений не менее 6 нед.
- Исключение других ревматических заболеваний.

В анализах отмечают повышение СОЭ, СРБ, Ig M, Ig G. Лишь в 6% случаев выявляются РФ и антитела к циклическому цитруллиновому пептиду - маркёры ревматоидного артрита. Немаловажную роль выполняют инструментальные методы диагностики - МРТ, КТ, рентгенологическое исследование, УЗИ.

## Лечение
В лечении ЮИА используют следующие препараты:
1. Нестероидные противовоспалительные препараты (диклофенак);
2. Глюкокортикостероиды (преднизолон)
3. Базисные противоревматические препараты (метотрексат, сульфасалазин)
4. Генно-инженерные биологические препараты (этанерцепт, тоцилизумаб при системном варианте)[2].
5. Моноклональные антитела: голимумаб

## Прогноз
Относительно благоприятный. Благодаря своевременно начатому лечению и новым генно-инженерным биологическим препаратам удается добиться длительной стойкой ремиссии.

## Профилактика
Специфической профилактики не существует.